# Nicostrato e Megapente, filhos de Menelau
Nicóstrato e Megapente eram filhos de Menelau e uma escrava.
De acordo com Homero, Helena não teve mais nenhum filho depois de Hermíone, e Megapente era filho de Menelau com uma escrava.
De acordo com um fragmento de Hesíodo, Nicóstrato era filho de Helena e Menelau, ou filho de Ares.
Em Pseudo-Apolodoro, Nicóstrato é, segundo alguns, filho de Helena e Menelau, e Megapente é filho de uma escrava etólia chamada Pieris ou, segundo Acusilau, filho de Tereis; outro filho de Menelau, segundo Eumelus, foi Xenodamus, filho da ninfa Cnossia.
Depois que Menelau voltou de Troia, ele celebrou o casamento de Hermíone com o filho de Aquiles, e de Megapente com uma filha de Alector.
Segundo o relato que Pausânias ouviu em Rodes, Nicóstrato e Megapente, após a morte de Menelau e quando Orestes ainda estava vagando, expulsaram Helena de Micenas, e ela foi para Rodes, pois era amiga de Polixo, esposa de Tlepólemo.
No trono dos reis lacedemônios em Amicleia, feito por Bathycles da Mantineia, conforme descrito por Pausânias, Megapente e Nicóstrato foram representados cavalgando o mesmo cavalo.
De acordo com Edward Greswell, que estimou a Guerra de Troia como tendo durado de 1191 a.C. a 1181 a.C., Megapente teria nascido entre o rapto de Helena, em 1200 a.C., e o ano 1190 a.C..